# Atrapa un millón
Atrapa un millón – hiszpański teleturniej prowadzony przez Carlosa Soberę i emitowany na kanale Antena 3 od 4 lutego 2011 do 6 kwietnia 2012, oparty na formacie The Money Drop (który po raz pierwszy emitowany był na brytyjskim kanale Channel 4 pod nazwą The Million Pound Drop).

## Zasady programu
Dwoje zawodników na początku gry otrzymywali milion euro w 40 paczkach po 25 000 € (w każdej paczce po 500 banknotów o nominale 50 euro). Następnie musieli odpowiedzieć na osiem pytań, starając się przy tym zachować jak największą ilość gotówki. Zawodnicy musieli wybrać jedną z dwóch kategorii. Dla pierwszych czterech pytań do wyboru możliwe są cztery odpowiedzi, dla trzech kolejnych trzy odpowiedzi oraz dla ostatniego ósmego, dwie odpowiedzi. Zawodnicy mogli ułożyć pieniądze na dowolnej ilości zapadni, pozostawiając zawsze jedną pustą. Po przeczytaniu pytania oraz odpowiedzi zawodnicy mieli minutę, aby rozłożyć wszystkie pieniądze. Jeżeli tego nie zrobili, pieniądze, które nie znalazły się na zapadniach, przepadały. Zawodnicy mieli też prawo zatrzymać czas przed jego upływem. Gdy zawodnicy stracili całą swoją gotówkę, kończyli grę

### Wersja codzienna
W odcinkach emitowanych codziennie zawodnicy mieli do dyspozycji 200 000 euro w 40 paczkach po 5000 €. Do 14 listopada 2011, zawodnicy mogli „zakupić” bonusowe pytanie, które umożliwiało udział w wersji tygodniowej. Aby je uzyskać, należało przekazać połowę aktualnie posiadanej sumy (w przypadku, gdy liczba paczek była nieparzysta, zaokrąglano w dół – np. z pięciu paczek oddawano dwie, nie trzy).